# Slatina (Šavnik)
Pour les articles homonymes, voir Slatina.
Slatina (en serbe cyrillique : Слатина) est un village du centre-ouest du Monténégro, dans la municipalité de Šavnik.

## Démographie

### Évolution historique de la population
| 1948 | 1953 | 1961 | 1971 | 1981 | 1991 | 2003 |
| ---- | ---- | ---- | ---- | ---- | ---- | ---- |
| 207  | 227  | 233  | 227  | 209  | 130  | 106  |